# Gran Premio Comité Olímpico Nacional
Le Gran Premio Comité Olímpico Nacional est une course cycliste d'un jour disputée au Costa Rica. Créée en 2018, elle fait partie de l'UCI America Tour, en catégorie 1.2.

## Palmarès
| Année | Vainqueur    | Deuxième           | Troisième       |
| ----- | ------------ | ------------------ | --------------- |
| 2018  | Óscar Quiroz | Jhonatan Cañaveral | Nicolás Paredes |